# Ferry Heijne

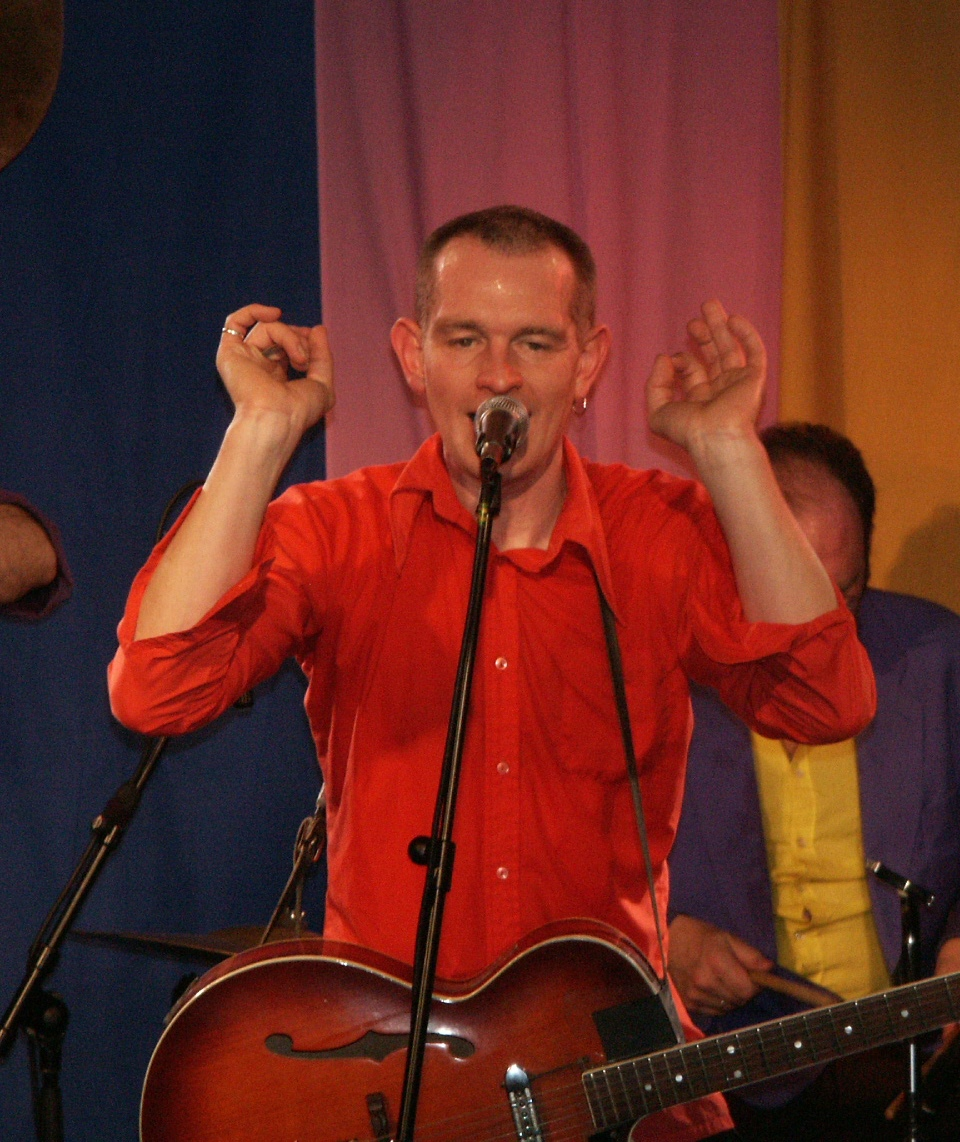
Ferry Heijne tijdens een optreden met De Kift in 2006

Ferry Heijne is de oprichter en zanger van de Nederlandse band De Kift.

## Levensloop
Heijne speelde van 1980 tot 1986 in de band Svätsox. Deze band komt voort uit de punkwereld rond het kraakpand Villa Zuid in Wormer, waar hij in die tijd woonde. Met Svätsox bracht hij twee albums uit.
In 1987 richtte hij samen met Wim ter Weele (uit The Ex) een nieuwe band op: De Kift, een Nederlandstalige fanfarepunkband. Hij zingt, bespeelt gitaar en verschillende (blaas)instrumenten, componeert en is verantwoordelijk voor de teksten. Als gastmuzikant speelde hij mee op albums van The Es, Morzelpronk en Donkey. In 2003 speelde hij de rol van Jacob IJzermans in de film De arm van Jezus.